# Indium
Az indium egy kémiai elem, amelynek rendszáma 49 és a vegyjele In. A p mező fémeinek egyike.  Szürke színű fém. Lágy, késsel vágható, hajlításakor hallható az ún. ónzörej. Vegyületeiben általában +3 oxidációs számú.
1863-ban fedezte fel Ferdinand Reich(en) és Hieronymous Theodor Richter(en) színképelemzéssel. Kék lángfestése alapján az indigóról nevezték el.

## Kémiai tulajdonságai
Magas hőmérsékleten reakcióba lép oxigénnel, illetve vízgőzzel. Feloldódik nemoxidáló savakban és lúgoldatokban is.

## Előfordulása
Az indium nagyon ritka elem. Csak nagyon kevés indiumtartalmú ásvány létezik. Megtalálható egyes cinkércekben (szfalerit).

## Előállítása
A cinkércek kohászati maradékaiból nyerik ki.

## Felhasználása
Főként a korrózió ellen védő fémbevonatok, illetve korrózióálló, nagy keménységű ötvözetek készítésére alkalmazzák. Az ólommal, cinkkel, illetve kadmiummal alkotott ötvözeteit alacsony olvadáspontjuk miatt forrasztásra használják. Optikai tükrök készítésére is alkalmas, mert viszonylag egyenletesen veri vissza a különböző hullámhosszú sugarakat. Fontos szerepet játszik a félvezetőtechnikában. Germániummal ötvözve annak félvezető tulajdonságait javítja. A modern LCD-monitor és televízió képernyők továbbá az érintőképernyők készítésének egyik kulcsfontosságú anyaga.

## Galéria

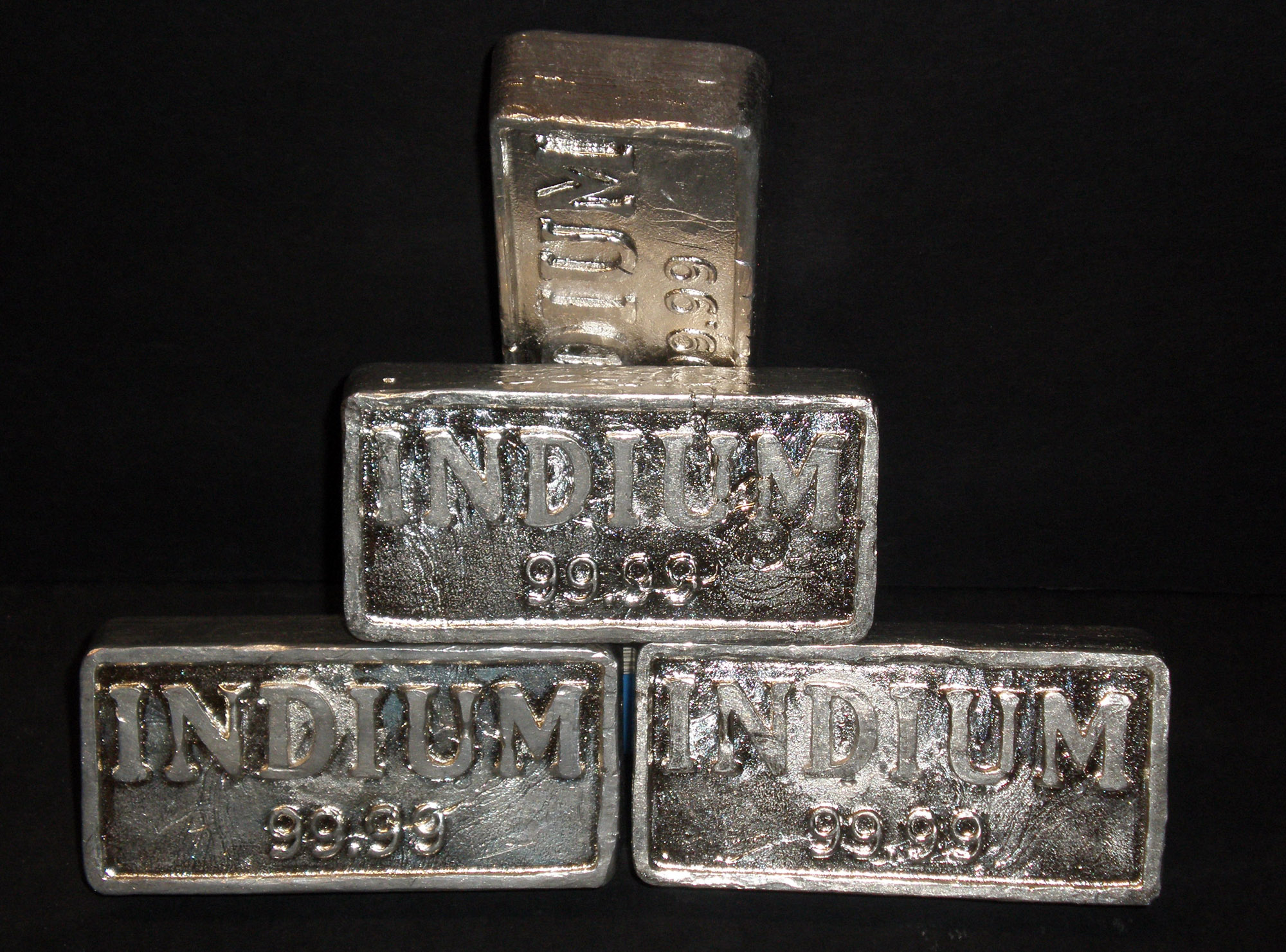
Indium tömbök
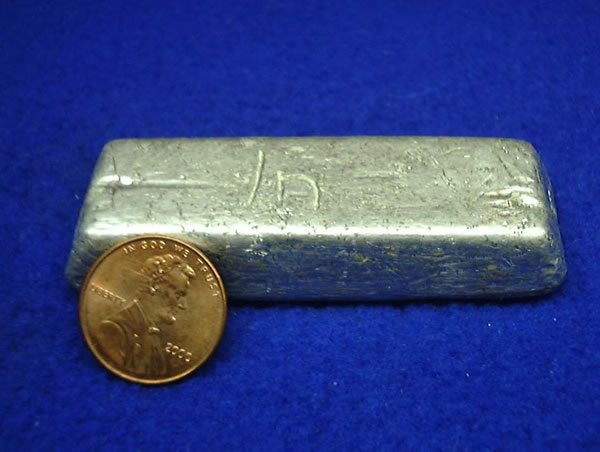
Indium tömb és az egy centes
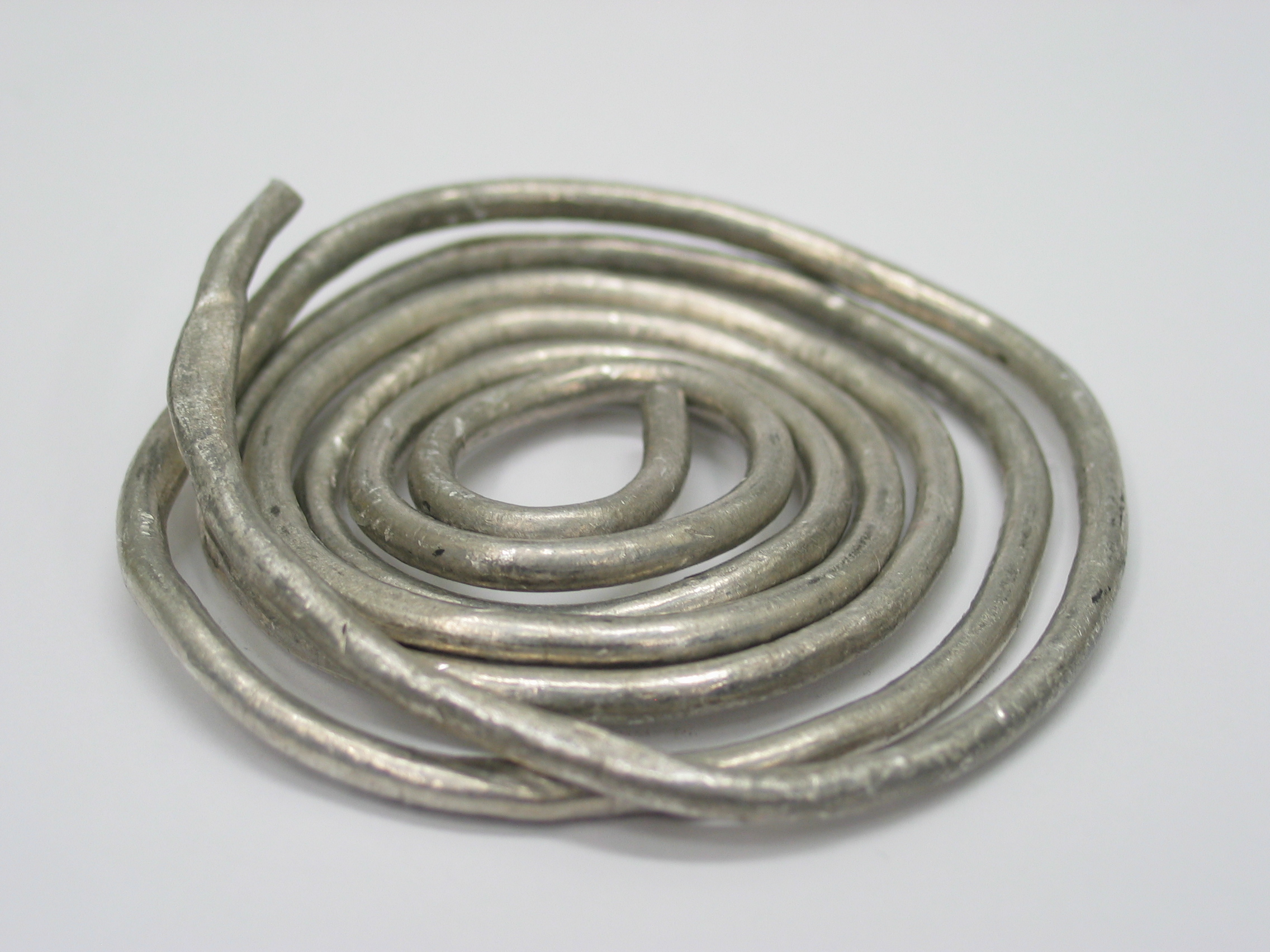
Körülbelül 3 milliméteres indium huzal